# Jeffrey Ntuka
Jeffrey Ntuka-Pule (ur. 10 maja 1985 w Polokwane, zm. 20 stycznia 2012 w Kroonstad) – południowoafrykański piłkarz występujący na pozycji obrońcy.

## Kariera klubowa
Ntuka zaczął swoją karierę w 1992 rok w klubie City Pillars, który cztery lata później opuścił na rzecz Simba FC. Następnie powrócił do RPA, gdzie podpisał kontrakt z Maritzburg United. Występował w tym klubie przez 12 miesięcy, by potem powrócić do City Pillars. Po krótkim czasie trafił do znajdującej się w Johannesburgu akademik Transnet Sport School of Excellence. W 2003 roku Ntuka został zawodnikiem angielskiej Chelsea. Przez kolejne sześć miesięcy występował w zespole rezerw, a następnie opuścił został wypożyczony do belgijskiego KVC Westerlo, z którego powrócił do Anglii dopiero w grudniu 2008 roku. Po upływie kolejnych dwóch miesięcy Ntuka opuścił Chelsea i powrócił do ojczystego kraju, gdzie związał się 18-miesięcznym kontraktem z Kaizer Chiefs. Przed sezonem 2010/11 Ntuka trafił do Supersport United. W przeszłości zawodnik miał problemy z uzależnieniem od alkoholu, jednak, według Gavina Hunta, który współpracował z Ntuką w Supersport United, poradził on sobie z nimi.

## Kariera reprezentacyjna
Ntuka był kapitanem reprezentacji RPA do lat 23.

## Śmierć
20 stycznia 2012 roku Ntuka został zasztyletowany.